# VII Brygada Jazdy
VII Brygada Jazdy (VII BJ) – wielka jednostka kawalerii Armii Wielkopolskiej i Wojska Polskiego II RP.

## Formowanie
Brygada sformowana została w marcu – kwietniu 1919 jako I Brygada Jazdy Wielkopolskiej Sił Zbrojnych Polskich w byłym zaborze pruskim. W jej skład weszły wówczas:
- dowództwo
- 1 pułk Ułanów Wielkopolskich
- 2 pułk Ułanów Wielkopolskich
- 3 pułk Ułanów Wielkopolskich
- 7 dywizjon artylerii konnej wielkopolskiej
- lazaret polowy (przemianowany na kompanię sanitarną nr 710)
- 3 kompania I batalionu Telegrafistów Wielkopolskich (przemianowana na 7 kompanię telegraficzną jazdy pod dowództwem por. łącz. Jana Kaczmarka)

## Działania bojowe

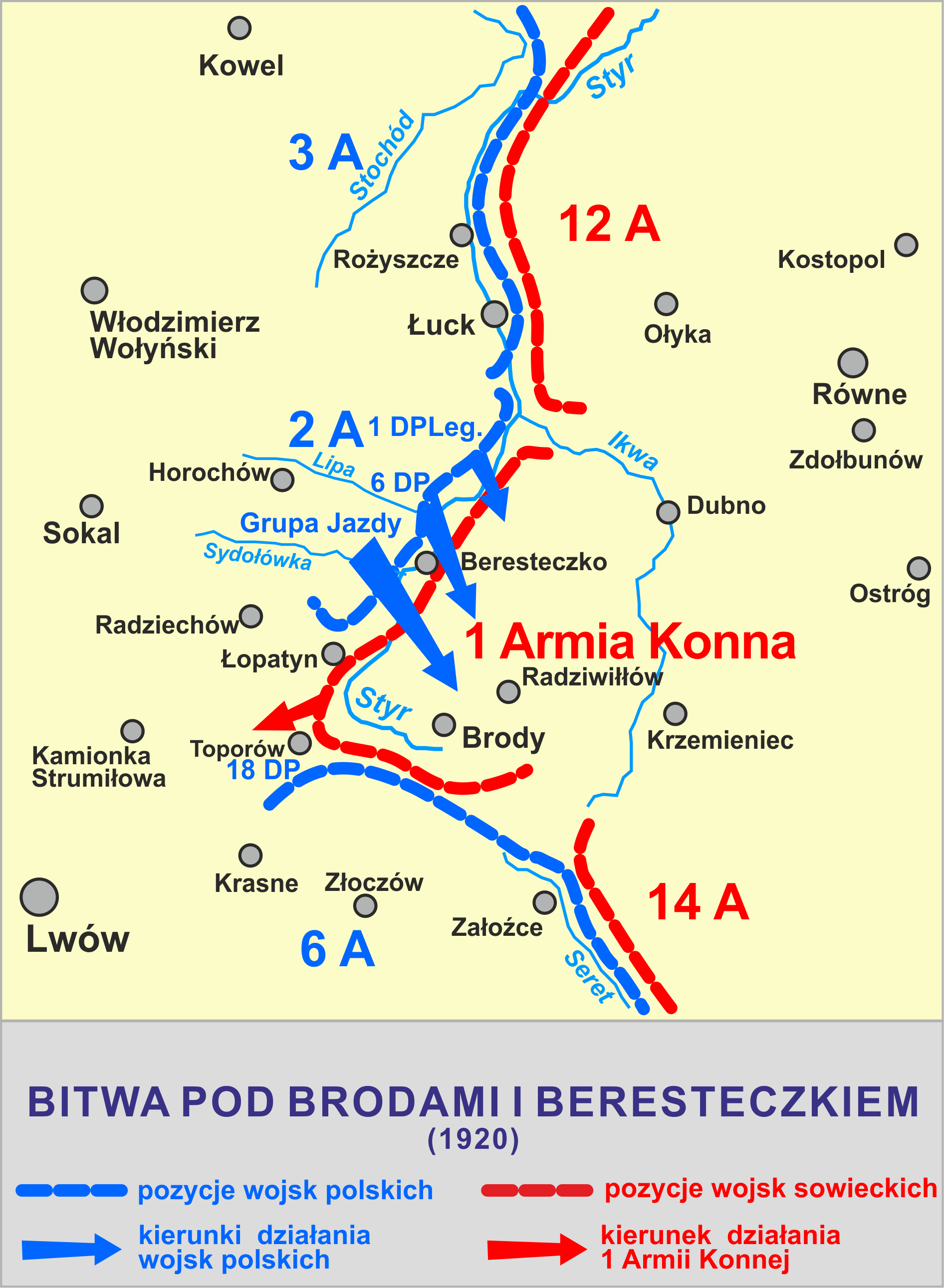
29 lipca - 3 sierpnia 1920

26 kwietnia 1920 brygada, działając samodzielnie w składzie: 1 pułk szwoleżerów, 17 pułk ułanów, 1 pułk Jazdy Tatarskiej oraz 2/2 dak, rozpoczęła zagon na Teterew, Malin i Irsze. Podczas akcji podjazd 17 pułku rozbił rosyjską baterię i zdobył Malin. Ważny szlak kolejowy Korosteń – Kijów został przerwany. W zaciętych walkach o utrzymanie Malina zginął szef sztabu brygady Stanisław Radziwiłł, a ciężko ranny został mjr Dreszer.
W tym czasie 1 pułk szwoleżerów zdobył stację kolejową Teterew. Zdobyto 6 dział, a po nadejściu własnej piechoty „odcięto” pociąg pancerny.
Następnie brygada ruszyła na Kijów. Pod Wyszogrodem szwoleżerowie, zdobyli działo i 14 karabinów maszynowych. Czołówkę maszerujących wojsk stanowiły patrole rozpoznawcze.
Patrol ppor. Olszewskiego zajął tramwaj w Puszczy Wodicy, wyposażył go w karabin maszynowy i pojechał do Kijowa. Nie zatrzymywani przez nikogo żołnierze dojechali na główną ulicę Kijowa – Kreszczatik, zabrali 7 jeńców i powrócili do macierzystego oddziału.
Inny patrol wpadł do Kijowa od strony Światoszyna, zdobywając szczegółowe informacje o dyslokacji Rosjan.
Te i inne śmiałe patrole 1 pszw i 17 puł torowały drogę większym podjazdom, a w konsekwencji całej brygadzie oraz oddziałom piechoty.
VII Brygada Jazdy wspólnie z innymi oddziałami Wojska Polskiego zdobyła Kijów 7 maja 1920.

## Brygada w okresie pokoju
W 1923:
- dowództwo w Poznaniu
- oddział sztabowy w Poznaniu
- 15 pułk Ułanów Poznańskich
- 16 pułk Ułanów Wielkopolskich
- 17 pułk Ułanów Wielkopolskich
- 7 dywizjon artylerii konnej wielkopolskiej
- szkoła podchorążych rezerwy przy VII BJ
- kompania sanitarna VII BJ (eks kompania sanitarna nr 4)

W kwietniu 1924, w ramach reorganizacji jazy, VII BJ przemianowana została na VII Brygadę Kawalerii i podporządkowana dowódcy 3 Dywizji Kawalerii. Z jej składu wyłączony został 16 pułk Ułanów Wielkopolskich i 7 dywizjon artylerii konnej wielkopolskiej. Pierwsza z wymienionych jednostek podporządkowana została dowódcy nowo utworzonej XIV Brygady Kawalerii w Bydgoszczy, a druga dowódcy artylerii konnej 3 Dywizji Kawalerii. W skład XIV BK wszedł również 7 pułk strzelców konnych wielkopolskich, który do tego czasu podlegał bezpośrednio dowódcy Okręgu Korpusu Nr VII.

## Dowódcy brygady
- gen. ppor. Aleksander Pajewski (od 4 III 1919 → szef Departamentu IV Koni M.S.Wojsk.)
- płk Władysław Mosiewicz (7 IV – 20 V 1920 ← dowódca 17 puł)
- płk Stefan Suszyński od 20.V.1920 ← dowódca V BJ
- ppłk Henryk Brzezowski VIII.1920 – IV.1921 ← dowódca 8 puł.
- płk Stanisław Sochaczewski 1921 – 1929